# Taiko Hirabayashi
Taiko Hirabayashi, escritora japonesa (Nagano, Nakasumura, 1905 — Tóquio 1972). Ligada ao movimento anarquista, foi presa em 1937. Expressou sua luta contra a doença e a miséria em Uma Mulher como esta (1946).